# Lorette (femme)
Pour les articles homonymes, voir Lorette.

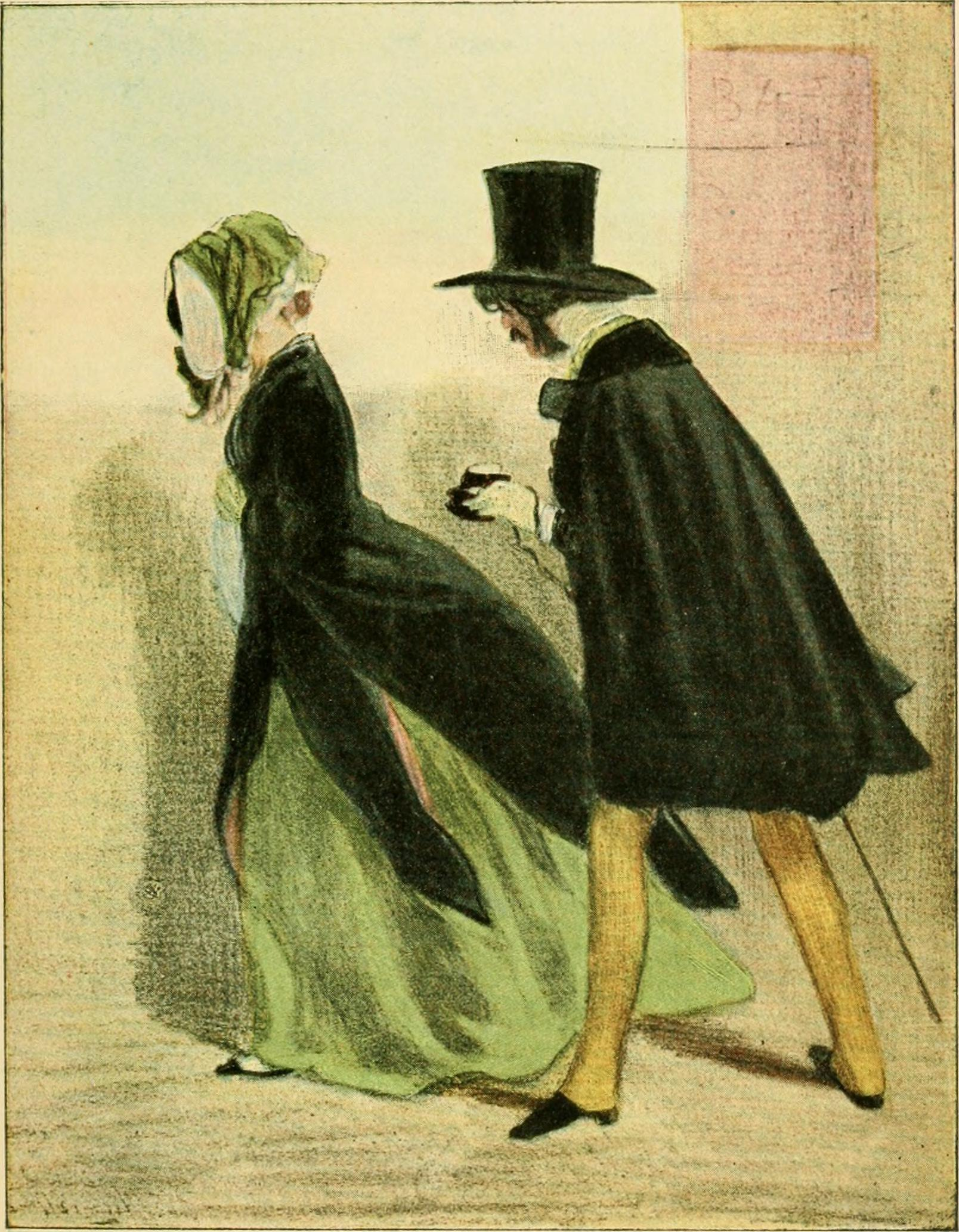
Les lorettes, par Paul Gavarni, 1842.

Lorette désigne au XIXe siècle un type de jeune femme élégante vivant de ses relations avec des hommes (Larousse 1873).

## Origine et description

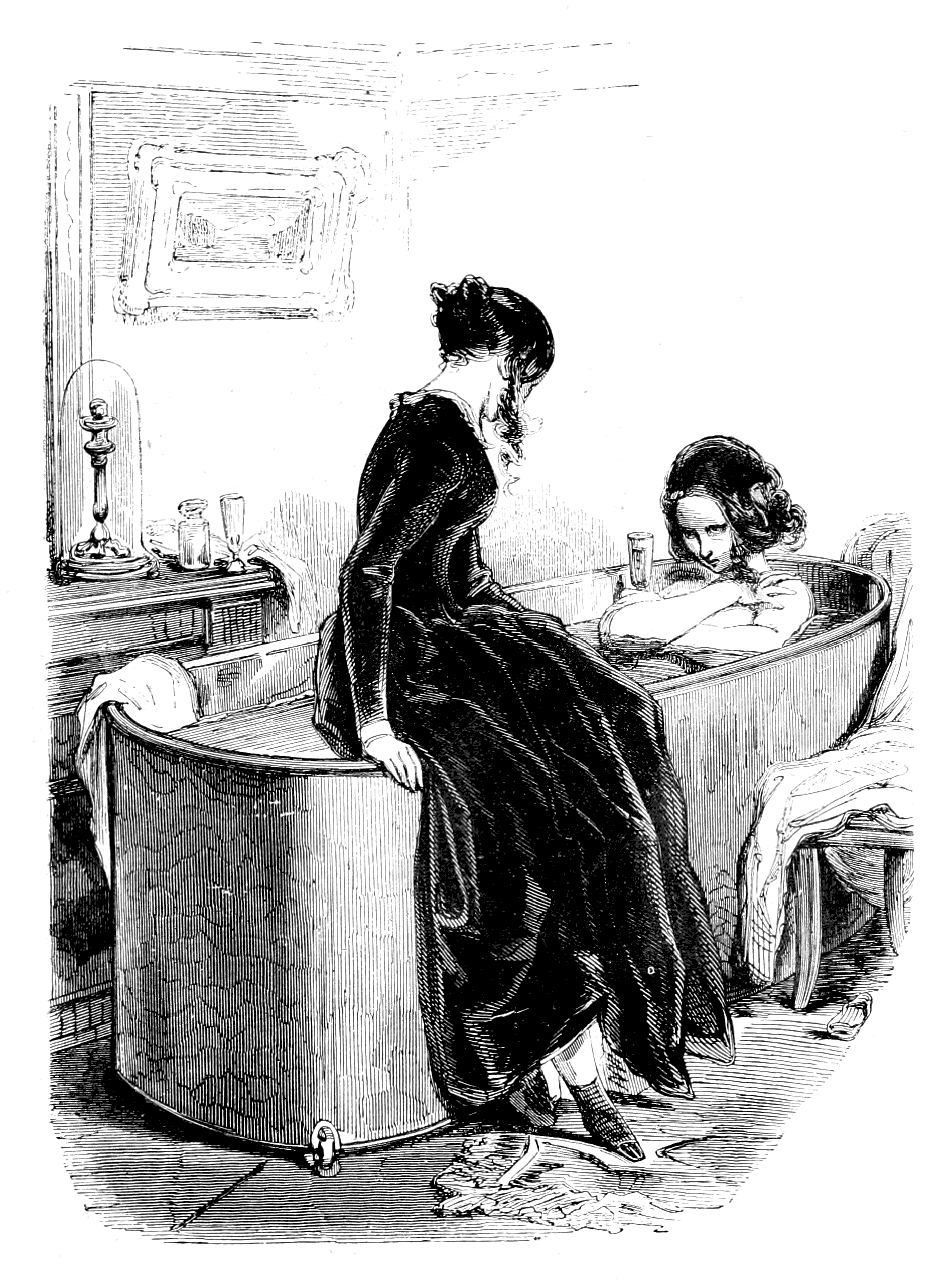
« Ce que c’est pourtant que nos sentiments ! » (dans Le Diable à Paris par Paul Gavarni et Grandville, édition de 1869).

Les lorettes apparues sous la monarchie de Juillet doivent leur nom à l'église Notre-Dame-de-Lorette située entre autres à côté de l'ancienne rue Bréda (d'où leur autre nom de « brédas »), et plus généralement dans le lotissement de la Nouvelle Athènes, construit à partir de 1820 dans l'actuel 9e arrondissement de Paris. C'est dans ce quartier qu'elles résidaient pour la plupart à l'époque de Louis-Philippe. Les lorettes logeaient temporairement, pour quelques mois ou quelques années, dans des logements élégants récemment construits, que les habitants définitifs ne voulaient pas occuper avant que leur salubrité soit établie. Cet expédient qui leur permettait de vivre à peu de frais dans une apparence de richesse pouvait n'être qu'un parmi d'autres dans leur vie.
Alexandre Dumas attribue l'invention du nom à Nestor Roqueplan en 1841. Il décrit les lorettes comme une chose du passé dès 1844 : « Cette race appartenait entièrement au sexe féminin : elle se composait de charmants petits êtres propres, élégants, coquets, qu'on ne pouvait classer dans aucun des genres connus : ce n'était ni le genre fille, ni le genre grisette, ni le genre courtisane. Ce n'était pas non plus le genre bourgeois. C'était encore moins le genre femme honnête. Bref, ces jolis petits êtres, sylphes lutins ou démons, bourdonnaient donc »…
La création du type de la lorette s'inscrit explicitement dans la mode littéraire des physiologies. Les auteurs se refusent à définir leur sujet, mais le présentent par une série d'anecdotes ou de notes. Cette indéfinition tire le type du côté de l'allégorie. « La lorette n’est que l’exagération de la femme », écrivent ainsi les frères Goncourt dans leur Journal. D’après Alex Lascar, elles tiennent le milieu entre les femmes entretenues par un seul homme et les grisettes, désavantagées par le sort, qui peuvent avoir, en plus de leur travail d'ouvrière ou d'employée de magasin, un amant généreux. La grisette travaille et reçoit occasionnellement de l'argent d'amants qu'elle choisit, alors que la lorette refuse le travail et subvient, selon des auteurs de l'époque, à ses besoins exclusivement grâce aux hommes qu'elle fréquente.
Le Grand Dictionnaire universel du XIXe siècle indique, en 1873 « la lorette a succédé aux impures et aux filles d'opéra ; on l'appela ensuite camélia, femme du demi-monde, biche, cocotte. Sous toutes ces dénominations, c'est toujours la femme entretenue ».

## Dans la littérature
—Phryné, riche du bien de plus de vingt amants, 

Et le cou ruisselant d'or et de diamants, 

S'irrite à tout propos du luxe des lorettes, 

Et demande un décret qui borne leurs toilettes… 

                                                  Auguste Barbier
Maximilien Perrin,
Alexandre Dumas,
les frères Goncourt,
Henry de Kock,
Eugène Sue,
Théodore Cazaletz, se sont inspirés de ces demi-mondaines. Gavarni et Gustave Doré les ont représentées[réf. souhaitée].
George Sand, sans définir plus que les autres ce que sont les lorettes, donne dans Le Diable aux champs un point de vue féminin sur leur vie.
Gustave Flaubert, L'Éducation sentimentale (2e partie), à l'hippodrome : « […] des femmes du monde partirent, scandalisées par le voisinage des lorettes. »

### Sources historiques
- Maurice Alhoy et Paul Gavarni (dessins), Physiologie de la lorette, Paris, 1841 (lire en ligne), p. 16-28.
- Alexandre Dumas, article “Lorettes” dans La grande ville. Nouveau tableau de Paris, comique, critique et philosophique, Maresq, 1844, t. 2, pp. 345-367.
- Nestor Roqueplan, « Les lorettes », dans Regain - la vie parisienne, 1853 (lire en ligne).
- Edmond Texier, « XLIV. Les grisettes et les lorettes », dans Tableau de Paris, t. 2, 1852 (lire en ligne), p. 52-63
- (en) anonyme, The gay women of Paris & Brussels, commonly called Cocottes or Lorettes , their haunts their habits, their regulations, etc. to which is added a faith ful description of the night amusements, in those gay capitals : the gentlemen's night guide (2nd edition), 1869 (lire en ligne).
- Le Quartier Breda, E. de la Bédollière, 1860.